# Swertia banzragczii
Swertia banzragczii är en gentianaväxtart som beskrevs av Ch. Sanchir. Swertia banzragczii ingår i släktet Swertia och familjen gentianaväxter. Inga underarter finns listade i Catalogue of Life.